# Arthémonay
Arthémonay est une commune française située dans le département de la Drôme, en région Auvergne-Rhône-Alpes.

## Géographie

### Localisation
Arthémonay est située à 12 km au nord de Romans-sur-Isère.

### Relief et géologie
Sites particuliers :
- Combe d'Alicante ;
- Combe des Biards ;
- Mont Rond (322 m).

### Hydrographie
La commune est arrosée par le Chalon.

### Climat
Pour des articles plus généraux, voir Climat d'Auvergne-Rhône-Alpes et Climat de la Drôme.
En 2010, le climat de la commune est de type climat méditerranéen altéré, selon une étude du CNRS s'appuyant sur une série de données couvrant la période 1971-2000. En 2020, Météo-France publie une typologie des climats de la France métropolitaine dans laquelle la commune est exposée à un climat de montagne ou de marges de montagne et est dans la région climatique Moyenne vallée du Rhône, caractérisée par un bon ensoleillement en été (fraction d’insolation > 60 %), une forte amplitude thermique annuelle (4 à 20 °C), un air sec en toutes saisons, orageux en été, des vents forts (mistral), une pluviométrie élevée en automne (250 à 300 mm).
Pour la période 1971-2000, la température annuelle moyenne est de 11,2 °C, avec une amplitude thermique annuelle de 17,6 °C. Le cumul annuel moyen de précipitations est de 1 000 mm, avec 8,2 jours de précipitations en janvier et 5,8 jours en juillet. Pour la période 1991-2020, la température moyenne annuelle observée sur la station météorologique de Météo-France la plus proche, « Saint-Christophe-L_sapc »sur la commune de Saint-Christophe-et-le-Laris à 8 km à vol d'oiseau, est de 11,9 °C et le cumul annuel moyen de précipitations est de 1 004,4 mm,. Pour l'avenir, les paramètres climatiques de la commune estimés pour 2050 selon différents scénarios d'émission de gaz à effet de serre sont consultables sur un site dédié publié par Météo-France en novembre 2022.

## Urbanisme

### Typologie
Au 1er janvier 2024, Arthémonay est catégorisée commune rurale à habitat dispersé, selon la nouvelle grille communale de densité à 7 niveaux définie par l'Insee en 2022.
Elle est située hors unité urbaine. Par ailleurs la commune fait partie de l'aire d'attraction de Romans-sur-Isère, dont elle est une commune de la couronne,. Cette aire, qui regroupe 30 communes, est catégorisée dans les aires de 50 000 à moins de 200 000 habitants,.

### Occupation des sols
L'occupation des sols de la commune, telle qu'elle ressort de la base de données européenne d’occupation biophysique des sols Corine Land Cover (CLC), est marquée par l'importance des territoires agricoles (86,6 % en 2018), en diminution par rapport à 1990 (90,7 %). La répartition détaillée en 2018 est la suivante : terres arables (41,1 %), zones agricoles hétérogènes (37,4 %), forêts (9,3 %), prairies (8,1 %), zones urbanisées (4,1 %). L'évolution de l’occupation des sols de la commune et de ses infrastructures peut être observée sur les différentes représentations cartographiques du territoire : la carte de Cassini (XVIIIe siècle), la carte d'état-major (1820-1866) et les cartes ou photos aériennes de l'IGN pour la période actuelle (1950 à aujourd'hui).

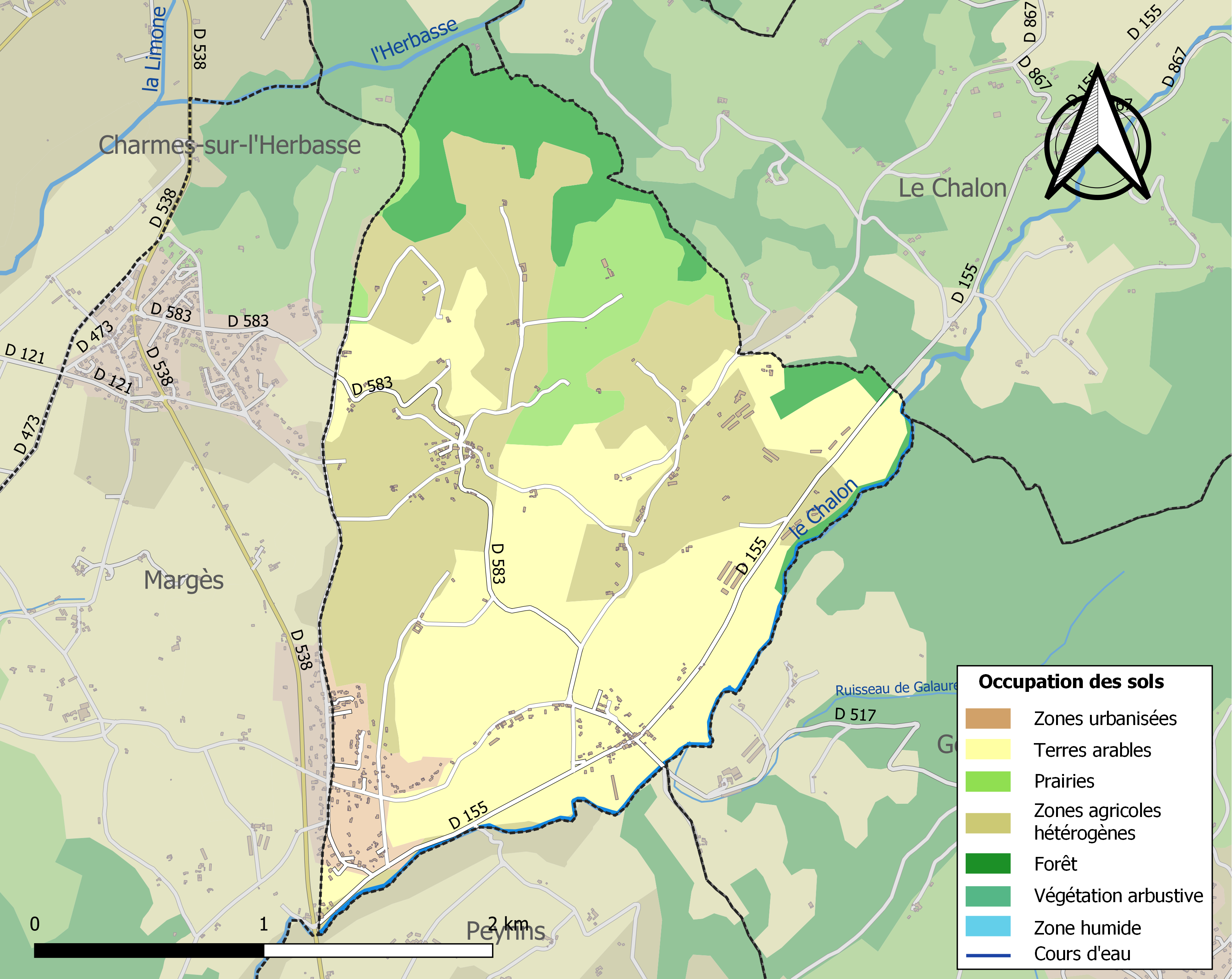
Carte des infrastructures et de l'occupation des sols de la commune en 2018 (CLC).

### Morphologie urbaine

#### Quartiers, hameaux et lieux-dits
Site Géoportail (carte IGN) :
- Berriquaud
- Bonnet Bonnarde
- Bourdonnaye
- Bourrelier
- Chalairas
- Deloule
- Falque
- Guérinière
- la Madeleine
- la Verne
- le Danton
- le Fallot
- les Marais
- les Sables
- le Vacant
- Margeiron
- Mas de Vigna
- Mont Chêne
- Pierre Grand
- Reculais
- Savarin
- Vassière

### Voies de communication et transports
La commune est desservie par les routes départementales D 155, D 517 et D 583.

## Toponymie

### Attestations
Dictionnaire topographique du département de la Drôme.
- 940 : villa Artemonaicum (cartulaire de Romans, 36).
- 949 : Artemoniacum (cartulaire de Romans, 98).
- XIe siècle : mention de la paroisse : parrochia Sancti Marcellini in villa Artemonii (cartulaire de Romans, 219).
- 1116 : mention de la paroisse : parrochia Sancti Marcellini de Artemonniaco (cartulaire de Romans, 239).
- 1343 : Artemoniacum (archives de la Drôme, E 3584).
- 1380 : Artemonay (choix de documents, 196).
- XIVe siècle : mention de la paroisse : capella de Altomonai (pouillé de Vienne).
- 1578 : Artamonay (délib. consul. de Romans).
- 1790 : Artemonay-et-Reculais (état des municip.).
- 1891 : Artemonay, commune du canton de Saint-Donat.

Non daté[réf. nécessaire] : Arthémonay.

### Étymologie
Arthémonay rappellerait un propriétaire d'origine germanique, Arthmond, dont le nom serait formé du celtique art- « ours », et du francique mund « protecteur ». Le sens de l'anthroponyme serait « ours protecteur »[source insuffisante].

## Histoire

### Du Moyen Âge à la Révolution
La seigneurie :
- XIe siècle : au point de vue féodal, la terre (ou seigneurie) est une possession des comtes de Vienne[15].
- 1570 : le fief appartient aux Bartelier[13].
- 1616 : il passe aux Fay-Solignac[13].
- Vers 1662 : il passe aux Langon[13].
- Il passe aux Rochechinard[13].
- 1688 : il est vendu aux Loulle, derniers seigneurs[13].

1516 : le prieuré de Saint-Donat (représenté par le collège de Tournon) est uni à la paroisse.
Avant 1790, Arthemonay était une communauté de l'élection et subdélégation de Romans et du bailliage de Saint-Marcellin, formant une paroisse du diocèse de Vienne. Son église était sous le vocable de saint Marcellin, et les dîmes appartenaient au collège de Tournera représentant le prieuré de Saint-Donat.

## Politique et administration

### Liste des maires
| Période                                                                      | Période                    | Identité                               | Étiquette        | Qualité                              |
| ---------------------------------------------------------------------------- | -------------------------- | -------------------------------------- | ---------------- | ------------------------------------ |
| Les données manquantes sont à compléter. : de la Révolution au Second Empire |                            |                                        |                  |                                      |
| 1790                                                                         | 1871                       | ?                                      |                  |                                      |
| Les données manquantes sont à compléter. : depuis la fin du Second Empire    |                            |                                        |                  |                                      |
| 1871                                                                         | 1874                       | ?                                      |                  |                                      |
| 1874                                                                         | 1878                       | ?                                      |                  |                                      |
| 1878                                                                         | 1884                       | ?                                      |                  |                                      |
| 1884                                                                         | 1888                       | ?                                      |                  |                                      |
| 1888                                                                         | 1892                       | ?                                      |                  |                                      |
| 1892                                                                         | 1896                       | ?                                      |                  |                                      |
| 1896                                                                         | 1900                       | ?                                      |                  |                                      |
| 1900                                                                         | 1904                       | ?                                      |                  |                                      |
| 1904                                                                         | 1908                       | ?                                      |                  |                                      |
| 1908                                                                         | 1912                       | ?                                      |                  |                                      |
| 1912                                                                         | 1919                       | ?                                      |                  |                                      |
| 1919                                                                         | 1925                       | ?                                      |                  |                                      |
| 1925                                                                         | 1929                       | ?                                      |                  |                                      |
| 1929                                                                         | 1935                       | ?                                      |                  |                                      |
| 1935                                                                         | 1945                       | ?                                      |                  |                                      |
| 1945                                                                         | 1947                       | ?                                      |                  |                                      |
| 1947                                                                         | 1953                       | ?                                      |                  |                                      |
| 1953                                                                         | 1959                       | ?                                      |                  |                                      |
| 1959                                                                         | 1965                       | ?                                      |                  |                                      |
| 1965                                                                         | 1971                       | ?                                      |                  |                                      |
| 1971                                                                         | 1977                       | Paul Bossan                            | (sans étiquette) |                                      |
| 1977                                                                         | 1983                       | Paul Bossan                            |                  | maire sortant                        |
| 1983                                                                         | 1989                       | Paul Bossan                            |                  | maire sortant                        |
| 1989                                                                         | 1995                       | Paul Bossan                            |                  | maire sortant                        |
| 1995                                                                         | 2001                       | Jean-Louis Bonnet                      | PS               | professeur ancien conseiller général |
| 2001                                                                         | 2008                       | Jean-Louis Bonnet                      |                  | maire sortant                        |
| 2008                                                                         | 2014                       | Jean-Louis Bonnet                      |                  | maire sortant                        |
| 2014                                                                         | 2020                       | Jean-Louis Bonnet                      |                  | maire sortant                        |
| 2020                                                                         | En cours (au 19 mars 2022) | Jean-Louis Bonnet[source insuffisante] |                  | maire sortant                        |

### Politique environnementale
La commune dispose de deux stations d'épuration des eaux.

## Population et société

### Démographie
L'évolution du nombre d'habitants est connue à travers les recensements de la population effectués dans la commune depuis 1793. Pour les communes de moins de 10 000 habitants, une enquête de recensement portant sur toute la population est réalisée tous les cinq ans, les populations de référence des années intermédiaires étant quant à elles estimées par interpolation ou extrapolation. Pour la commune, le premier recensement exhaustif entrant dans le cadre du nouveau dispositif a été réalisé en 2007.

En 2022, la commune comptait 615 habitants, en évolution de +6,22 % par rapport à 2016 (Drôme : +2,64 %, France hors Mayotte : +2,11 %).
| 1793 | 1800 | 1806 | 1821 | 1831 | 1836 | 1841 | 1846 | 1851 |
| ---- | ---- | ---- | ---- | ---- | ---- | ---- | ---- | ---- |
| 314  | 260  | 322  | 511  | 368  | 376  | 400  | 410  | 441  |

| 1856 | 1861 | 1866 | 1872 | 1876 | 1881 | 1886 | 1891 | 1896 |
| ---- | ---- | ---- | ---- | ---- | ---- | ---- | ---- | ---- |
| 421  | 404  | 375  | 364  | 323  | 300  | 328  | 350  | 349  |

| 1901 | 1906 | 1911 | 1921 | 1926 | 1931 | 1936 | 1946 | 1954 |
| ---- | ---- | ---- | ---- | ---- | ---- | ---- | ---- | ---- |
| 320  | 308  | 306  | 260  | 285  | 281  | 253  | 252  | 263  |

| 1962 | 1968 | 1975 | 1982 | 1990 | 1999 | 2006 | 2007 | 2012 |
| ---- | ---- | ---- | ---- | ---- | ---- | ---- | ---- | ---- |
| 253  | 237  | 242  | 294  | 334  | 370  | 495  | 513  | 549  |

| 2017 | 2022 | - | - | - | - | - | - | - |
| ---- | ---- | - | - | - | - | - | - | - |
| 588  | 615  | - | - | - | - | - | - | - |

### Enseignement
La commune relève de l'académie de Grenoble.

### Manifestations culturelles et festivités
- Fêtes : le dimanche précédent le 24 juin et le deuxième lundi de septembre[15].

### Médias
La population de la commune se situe dans l'aire de diffusion de plusieurs médias :
- Presse écrite
  - Le Dauphiné libéré, quotidien régional
  - L'Agriculture Drômoise, journal d'informations agricoles et rurales, couvre l'ensemble du département de la Drôme.
  - Drôme Hebdo (ancien Peuple Libre), hebdomadaire chrétien d'informations.
- Presse audio-visuelle
  - Ici Drôme Ardèche est une radio publique diffusée sur son territoire.

### Cultes
La communauté catholique et l'église paroissiale (propriété de la commune) sont rattachées à la paroisse Notre Dame des Collines de l’Herbasse, elle-même relevant du diocèse de Valence.

## Économie

### Agriculture
En 1992 : riche vallonnement cultivé, céréales, tabac, élevage caprin.

## Culture locale et patrimoine

### Lieux et monuments
- Église Saint-Marcellin d'Arthémonay, édifice roman du XIe siècle avec un clocher massif aux baies géminées. On trouve des boiseries dans le chœur[15]. Elle a été inscrite monument historique (MH) par arrêté du 13 juillet 1926[22].
- Maison forte quadrangulaire à tours d'angle.
- Maison du XVIIIe siècle[15].

### Patrimoine naturel
- Nombreuses grottes.

### Héraldique, logotype et devise
|  | Arthémonay possède des armoiries dont l'origine et le blasonnement exact ne sont pas disponibles. |